# Brie (Deux-Sèvres)
Brie foi uma comuna francesa na região administrativa da Nova Aquitânia, no departamento de Deux-Sèvres. Estendia-se por uma área de 11,96 km². Em 2010 a comuna tinha 199 habitantes (densidade: 16,6 hab./km²).
Em 1 de janeiro de 2019, passou a formar parte da nova comuna de Plaine-et-Vallées.